# Abu al-Hussein al-Husseini al-Qurashi
Abu al-Hussein al-Husseini al-Qurashi (en árabe: أبو الحسين الحسيني القرشي) (11 de julio de 1979 - Jandairis, 29 de abril de 2023) fue el cuarto califa del Estado Islámico, desde el 30 de noviembre de 2022 hasta el 29 de abril de 2023.

## Biografía

### Ascenso al poder
Abu al-Hussein al-Husseini se unió al Estado Islámico en 2013. El 30 de noviembre de 2022, asumió el liderazgo tras la muerte del anterior líder Abu al-Hasan al-Hashimi al-Qurashi. Fue anunciado como califa por los portavoces oficiales del Estado islámico, Abu Umar al-Muhajir, en un mensaje de audio difundido por la fundación Al-Furqan Media (principal medio de comunicación del Estado Islámico).
Abu al-Hussein fue descrito como un veterano del Estado Islámico y un miembro leal del grupo. En enero de 2023, un destacado canal de liderazgo disidente anti-EI alegó que Abu al-Hussein era iraquí como sus predecesores y fue designado por un consejo shura dirigido por Abdul Raouf al-Muhajir, emir de la administración del Estado islámico.

Lugares desde donde los medios oficiales del Estado Islámico han documentado juramentos de lealtad a Abu al Hussein.

### Líder del Estado Islámico
Para el 19 de enero de 2023, Abu al-Hussein había recibido compromisos de todas las provincias del Estado Islámico, y también de partidarios del Estado Islámico en alrededor de 40 países. También recibió algunas promesas de apoyo de personas externas que antes no formaban parte del grupo.
El 27 de febrero, los medios iraquíes informaron sobre la muerte de Abu Al-Hussein en una operación del ejército iraquí en el desierto de Anbar, pero estos informes no fueron confirmados por oficiales militares iraquíes.
En abril, según un funcionario de seguridad iraquí, las agencias de inteligencia iraquíes, turcas y estadounidenses cooperaban entre sí para identificar a Abu Al-Husayn Al-Husayni.

### Muerte

Fotos de la casa donde Abu al-Hussein fue asesinado y sus restos (borrosos) después de la supuesta redada de Hayat Tahrir al-Sham.

El 30 de abril de 2023, el presidente turco, Recep Tayyip Erdoğan, anunció que la Organización Nacional de Inteligencia de Turquía supuestamente había rastreado y asesinado a Abu al-Hussein el día anterior, el 29 de abril.
Los medios turcos informaron que la operación ocurrió en Jindires, en una región controlada por grupos rebeldes respaldados por Turquía, en la que Abu al-Hussein detonó su chaleco suicida para evitar ser capturado. Sin embargo, Estados Unidos no pudo verificar las afirmaciones de Turquía de que sus fuerzas mataron a Abu al-Hussein al-Husseini al-Qurashi.
El 15 de mayo, una declaración atribuida al Estado Islámico circulaba en el campamento de al-Hol negando la muerte de Abu Al-Husayn Al-Husayni en la operación turca, pero la declaración resultó ser falsificada.
En junio, fuentes de los medios informaron que Abu Al Hussein supuestamente estaba entre los 5 líderes del IS muertos en un ataque aéreo iraquí-británico en la región de Hamrin en Irak.
El 3 de agosto de 2023, el portavoz oficial del Estado Islámico, Abu Huthaifa al-Ansari, anunció la muerte de Abu al-Hussein al-Husseini al-Qurashi.  El portavoz afirmó que fue asesinado en enfrentamientos directos con el grupo Tahrir al-Sham (HTS) en la provincia de Idlib, en el noroeste de Siria, controlado por los rebeldes, y acusó a HTS de actuar como agentes de la inteligencia turca.